# Gore Vidal
Eugene Luther Gore Vidal (West Point, Nueva York, Estados Unidos, 3 de octubre de 1925-Los Ángeles, 31 de julio de 2012), más conocido como Gore Vidal, fue un escritor, ensayista, guionista y periodista estadounidense.

## Biografía
Hijo del pionero de la aviación comercial Eugene Vidal y de Nina Gore, considerados miembros de la llamada aristocracia de Estados Unidos, y vinculados al Partido Demócrata. Nació en la famosa academia militar estadounidense de West Point, donde su padre, de origen romanche, era instructor aeronáutico. Posteriormente, Vidal adoptó como nombre propio el apellido de su abuelo materno, Thomas P. Gore, que había sido senador demócrata por Oklahoma.
De niño lo llevaron a Washington D. C., donde estudió en el colegio St. Albans. Su abuelo Gore estaba por entonces ciego, y el joven Vidal le leía en voz alta, además de ejercer frecuentemente como su guía, lo que le dio acceso a los corrillos del poder (algo poco usual para un muchacho). El no-intervencionismo del senador Gore fue desde entonces una de las bases fundamentales de la filosofía política de Vidal, quien siempre se mostró crítico con lo que consideraba como «imperialismo estadounidense».
Tras su graduación en la Phillips Exeter Academy, Gore se alistó en la reserva del Ejército de los Estados Unidos en 1943.

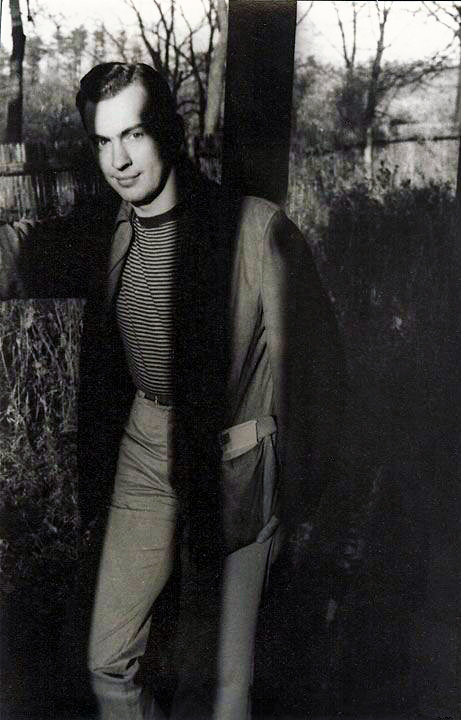
Vidal hacia 1945. Foto de Carl van Vechten

## Actividad profesional
A los 21 años publicó su primera novela, Williwaw —el nombre de los repentinos vientos williwaw—, basada en sus experiencias como militar en el destacamento de la bahía de Alaska. Fue un libro bien recibido por la crítica. Unos años más tarde, su novela La ciudad y el pilar de sal (The city and the pillar), en la que hizo una franca aproximación a la temática gay, causó tal controversia que el diario The New York Times se negó a publicar reseñas de sus siguientes libros. El libro estaba dedicado a J.T., quien, según algunos rumores publicados en una revista, Vidal se vio forzado a admitir que se trataba de su amante en St. Albans, Jimmie Trimble, a quien se refiere claramente en el libro. Trimble había muerto en la batalla de Iwo Jima el 1 de junio de 1945, y Vidal aseguraría que fue la única persona a la que había amado. Al mismo tiempo que aumentaban las ventas por sus novelas, Vidal trabajaba en obras de teatro, películas y series de televisión como guionista. Dos de estas obras, The Best Man y Visit to a Small Planet fueron grandes éxitos en Broadway y fueron luego adaptadas en películas que también tuvieron mucho éxito.
En 1949 escribió su novela En busca del rey (A Search for the King), en la cual tomó la leyenda del trovador Blondel de Nesle convirtiéndolo en amigo de Ricardo Corazón de León. Es una novela picaresca y de aventuras y, tal como habitualmente sucede en ellas (ver, por ejemplo, Los tres mosqueteros de Alejandro Dumas padre), la amistad es el tema central.
A principios de la década de 1950, y usando el seudónimo de Edgar Box, escribió tres novelas de misterio cuyo protagonista era el detective ficticio, Peter Sergeant.
La productora cinematográfica MGM contrató a Vidal como guionista en 1956. En 1959, el director de cine William Wyler le requirió para trabajar sobre el guion de la película Ben-Hur, escrito por Karl Tunberg. Vidal aceptó trabajar con Christopher Fry para adaptar el guion a condición de que la MGM le liberara de sus dos últimos años de contrato. A pesar de ello, la muerte del productor Sam Zimbalist provocó complicaciones a la hora de establecer los títulos de crédito. El gremio de guionistas resolvió el problema con el nombramiento de Tunberg como único guionista de la película, negando el mérito tanto a Vidal como a Fry. Charlton Heston se mostró muy descontento con la presunta homosexualidad de una escena (homosexualidad cuidadosa y deliberadamente velada) que Vidal reclamaba haber escrito, y negó que este tuviera un papel significativo en la creación del guion. 
En la década de 1960, Vidal se trasladó a Italia, actuando en un cameo en la película de Federico Fellini Roma. Sus posturas políticas liberales están bien documentadas, y en 1987 escribió una serie de ensayos titulados Armageddon, donde explora los vericuetos del poder en los Estados Unidos contemporáneos, y donde critica de forma despiadada al expresidente Ronald Reagan, al cual describe como «El triunfo del arte de embalsamar».
Vidal escribió tres novelas de mucho éxito. En 1964 publicó la meticulosamente documentada novela Juliano, que relata en epístolas la vida del emperador apóstata, y de la que ha sido alabado por numerosos psicólogos su cuidadoso retrato del perfil psicopático a través de la inquietante figura del hermoso príncipe imperial Constancio Galo. En 1967 escribió Washington D.C., centrada en la política durante la era de Franklin Delano Roosevelt; por último, publicó en 1968 una inesperada comedia satírica sobre la transexualidad llamada Myra Breckinridge, que sería llevada al cine con Raquel Welch y Mae West.
Tras dos obras de poco éxito: Weekend (1968) y An Evening with Richard Nixon (1972), y la extraña novela semiautobiográfica Dos hermanas, Vidal se centró principalmente en sus obras de ensayo y en dos tendencias diferentes en sus novelas: la novela histórica relativa a la historia estadounidense como Burr (1973), 1876 (1976), Lincoln (1984), Imperio (1987), Hollywood (1989), La Edad de Oro (2000), y una nueva incursión en el mundo antiguo: Creación (escrita en 1981 y publicada en versión extendida en 2002). También creó algunas divertidas y, con frecuencia, despiadadas invenciones satíricas como Myron (1975), una secuela de Myra Breckinridge, Kalki (1978), Duluth (1983), En directo del Gólgota (1992) y La institución smithsoniana (1998).
Volvió a escribir de forma ocasional para el cine y la televisión, incluyendo un telefilme sobre Billy el niño con Val Kilmer, y una miniserie sobre Abraham Lincoln. También escribió el guion original para la controvertida película Calígula, pero posteriormente su nombre fue suprimido por el director, y el productor reescribió el guion cambiando el tono y la temática del mismo. Irónicamente, en un intento fallido por restaurar la visión original de Vidal durante la posproducción, la película terminó convirtiéndose en algo que ni Vidal, ni Tinto Brass o Malcolm McDowell habían imaginado.
Es posible que, contrariamente a sus propios deseos, Vidal sea más respetado como ensayista que como novelista. Sus escritos versan principalmente sobre política, historia y temas literarios. Ganó el «National Book Award» en 1993 por Estados Unidos (1952-1992), de la cual se publicó luego una secuela extendiendo la historia hasta 2000, llamada El último imperio. Desde entonces, publicó varios panfletos altamente críticos hacia la administración de Bush-Cheney, así como el texto sobre los «padres fundadores» de Estados Unidos Inventando una nación. Publicó también unas memorias con buena acogida por el público: Memoria (Palimpset) (1995) y, según algunas informaciones, siguió trabajando en una continuación de las mismas.
En agosto de 2004, el periódico The New York Times informaba que Vidal, de 79 años, vendía La Rondinaia, la villa italiana de Ravello que había sido su residencia durante 30 años, por motivos de salud, y que se mudaba de forma permanente a su casa de Los Ángeles.

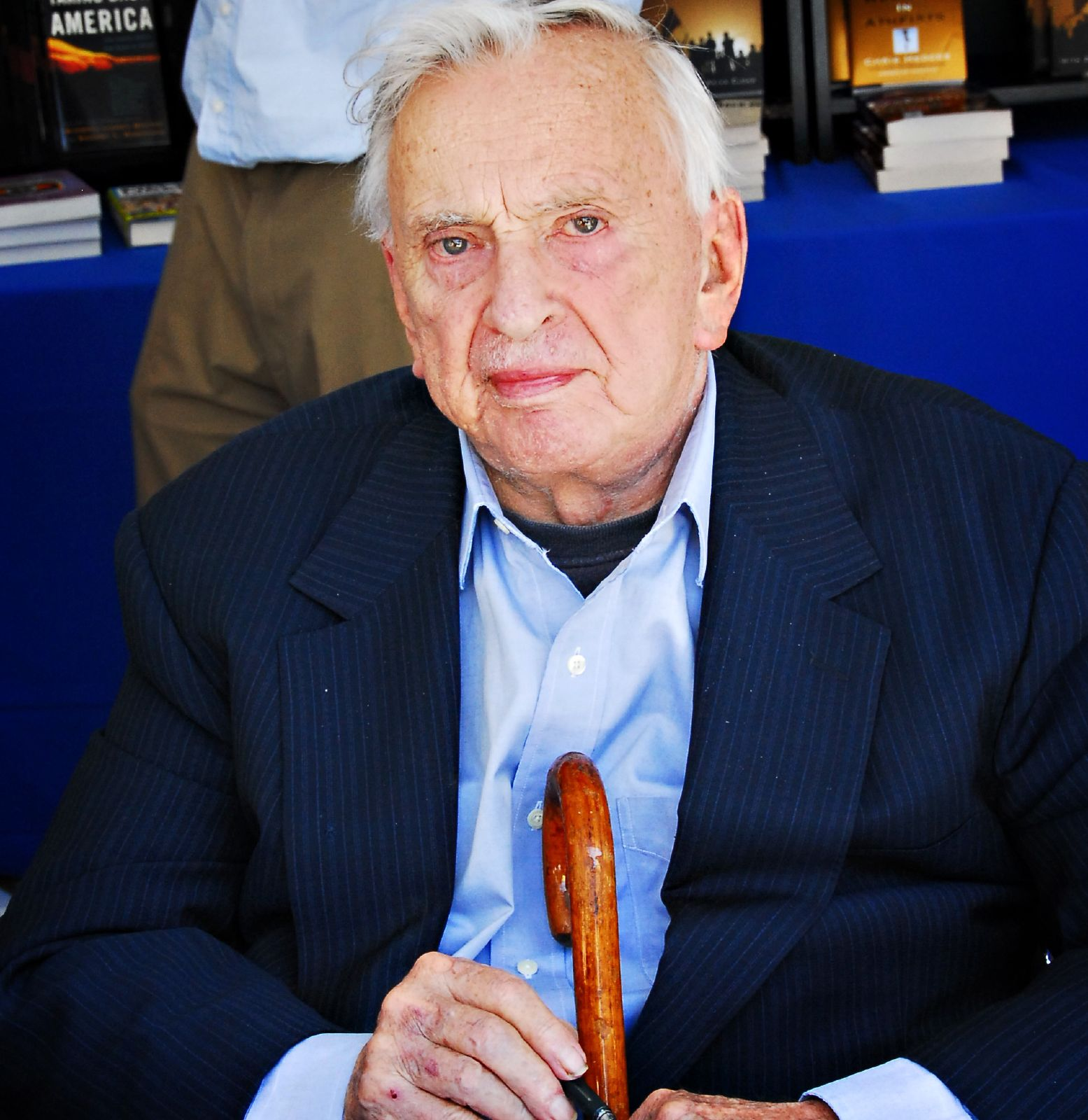
Vidal en 2008

En una entrevista en noviembre de 2007 para el periódico mexicano La Jornada, dijo que estaba escribiendo un libro sobre la guerra de Estados Unidos contra México en 1848. Comentó que el general Ulysses S. Grant declaró más tarde que consideraba que la Guerra de Secesión fue el castigo de Dios contra este país por la injusticia y la barbarie cometidas contra México en 1848.

## Actividad política
Además de su abuelo, Vidal tuvo otras conexiones con el Partido Demócrata: su madre, Nina, se casó con Hugh D. Auchincloss Jr., quien luego se convertiría en padrastro de Jacqueline Kennedy Onassis. Vidal fue también primo de Jimmy Carter y del exvicepresidente Al Gore.
Vidal se consideró siempre como un reformista radical, cuya intención es la vuelta al republicanismo puro de inicios de los Estados Unidos. Como estudiante, apoyó al movimiento America First (que se oponía a la entrada de los Estados Unidos en la Segunda Guerra Mundial); aunque, al contrario que otros seguidores de este movimiento, Vidal continuó afirmando, tras la guerra, que los Estados Unidos no deberían haberse involucrado en este conflicto (luego opinaría, sin embargo, que la ayuda material a los aliados fue una buena idea). También sugirió que el presidente Roosevelt incitara a los japoneses a atacar a los Estados Unidos para tener un casus belli que le permitiera entrar en la guerra. Asimismo, opinó que este presidente ya disponía de información previa sobre este ataque.
En su vida política, fue candidato por el Partido Demócrata al Congreso de los Estados Unidos en 1960 por Nueva York (presentándose en aquella ocasión bajo el eslogan «You'll get more with Gore», «Conseguirás más con Gore»). En estas elecciones perdió el escaño por escaso margen en el distrito de Hudson River, tradicionalmente republicano. A pesar de no resultar elegido, alcanzó en su distrito el mayor porcentaje de votos para el Partido Demócrata en cincuenta años.
De 1970 a 1972 fue uno de los presidentes del Partido Popular de los Estados Unidos, y participó en 1982 en las elecciones primarias para el Senado, del Partido Demócrata por California, consiguiendo el segundo puesto de una lista de nueve y obteniendo medio millón de votos. En aquella ocasión se presentó respaldado por celebridades como Paul Newman y Joanne Woodward.
Vidal se vio envuelto en la controversia por su relación con Timothy McVeigh. Ambos intercambiaron correspondencia mientras McVeigh estaba en prisión, y Vidal creía que McVeigh había tenido cómplices que le habrían involucrado en el atentado terrorista de Oklahoma. También sugirió que el ataque podría haber sido llevado a cabo por el mismo FBI para conseguir leyes antiterroristas más duras. En otra entrevista, Vidal dijo que Timothy McVeigh provocó este atentado como respuesta contra los Estados Unidos, alegando que el FBI espiaba y asesinaba a estadounidenses.

### Puntos de vista sobre el 11-S
Vidal fue muy crítico con la administración de Bush, del mismo modo que antes lo fuera con anteriores gobiernos, cuya política exterior era considerada por él, como expansionista. Frecuentemente expresó un punto de vista en diferentes entrevistas, ensayos y libros según el cual, los estadounidenses, «estamos ahora gobernados por una junta de hombres del Pentágono y petroleros como ambos presidentes Bush, Cheney, Rumsfeld, etc.». Aseguró que durante muchos años, este grupo y sus asociados han tratado de hacerse con el control del petróleo en Asia central (tras, siempre según su punto de vista, haber conseguido tomar el control efectivo del petróleo del Golfo Pérsico en 1991). Acerca de los atentados del 11 de septiembre de 2001, Vidal escribió que estos ataques (de los cuales asegura que las autoridades estadounidenses tenían noticias previas de su inminencia) justificaron políticamente los planes que ya tenía el gobierno de Bush en agosto de 2001 para invadir Afganistán en octubre de aquel mismo año.
Vidal discutió sobre la falta de defensas, incluyendo el retraso por parte de la Fuerza Aérea en enviar los cazas para interceptar a los aviones secuestrados, comparando este retraso con el tiempo que cabría esperar tras haberse informado de un secuestro. «Si estos fallos se hubieran debido a la incompetencia», dijo, «se deberían haber juzgado en los tribunales militares para destituir a los responsables máximos». En lugar de esto, sólo se efectuó un número limitado de investigaciones sobre cómo los fallos potenciales de las agencias federales pudieron permitir que estos ataques sucediesen. Esto, concluye Vidal, abre la posibilidad de que de hecho, el gobierno hubiese permitido que ocurrieran los ataques, con el fin de capitalizar o catalizar los acontecimientos, y encubrir lo que hubieran sido unos muy discutibles fines políticos, agrupándolos bajo el nombre de guerra contra el terrorismo.

## Vida privada
Durante gran parte de los últimos años del siglo XX, Vidal dividió su tiempo entre Ravello, Italia, en la Costa Amalfitana, y Los Ángeles (California). En 2003, vendió su casa de Ravello para pasar la mayor parte de su tiempo en Los Ángeles. En noviembre de 2003, murió su compañero sentimental de muchos años, Howard Austen. Fueron de hecho su homosexualidad, así como sus ideas políticas progresistas, las causas principales de la animadversión que generó en las distintas administraciones estadounidenses, siendo objetivo marcado desde la época del macarthismo. Gore Vidal fue socio honorario de la Sociedad Nacional Laica.
Falleció el 31 de julio de 2012 a causa de una neumonía en su casa de Hollywood Hills. Fue enterrado en el Cementerio de Rock Creek de Washington D. C.

## Obras

### Ensayo y no ficción
- Rocking the Boat (1963)

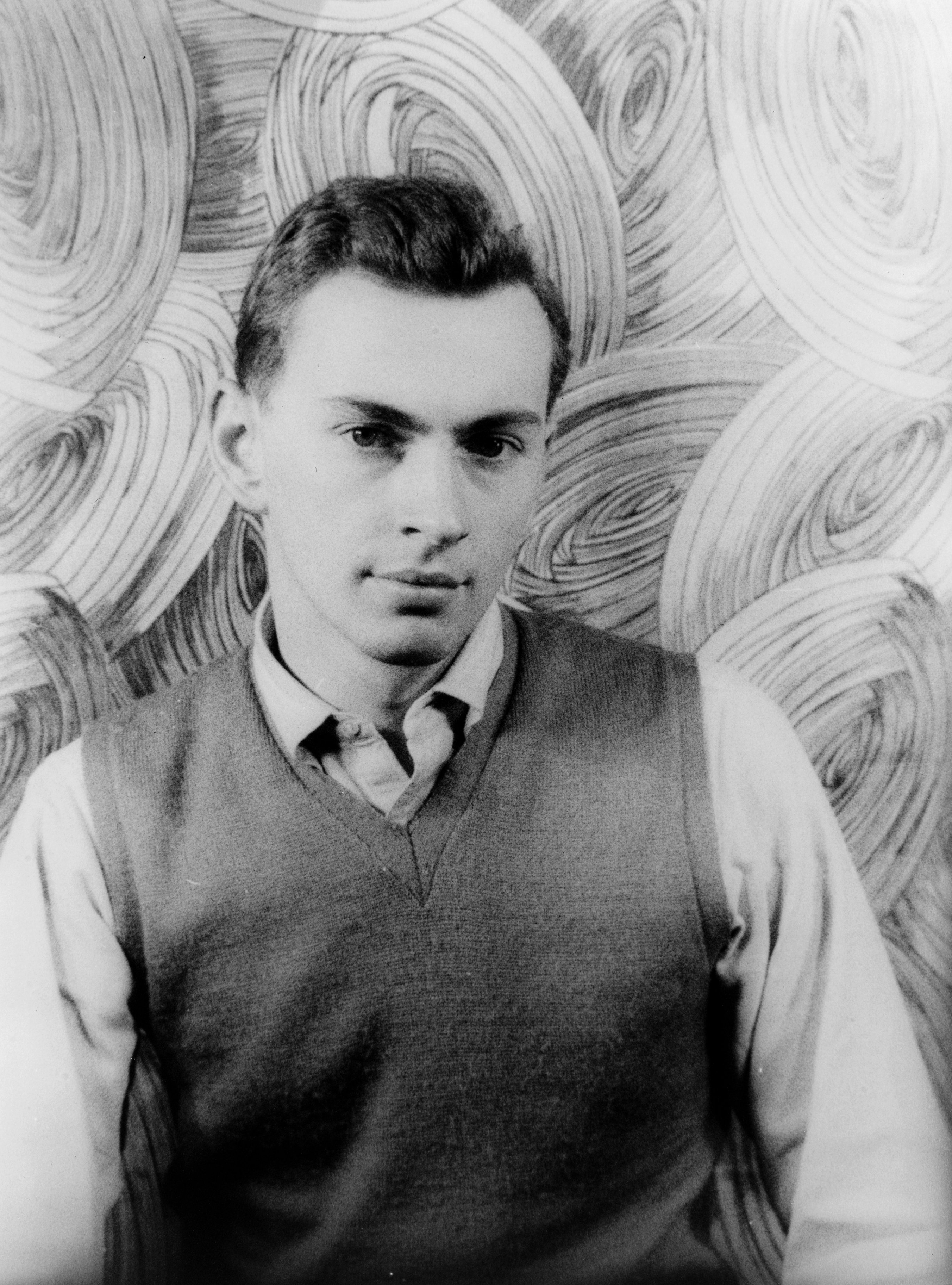
Gore Vidal, fotografiado por Carl Van Vechten, 1948.

- Reflections Upon a Sinking Ship (1969)
- Sex, Death and Money (1969)
- Homage to Daniel Shays (1973)
- Matters of Fact and of Fiction (1977)
- The Second American Revolution (1982)
- Armageddon? (1987)
- At Home (1988)
- A View From The Diner's Club (1991)
- Screening History (1992)
- Decline and Fall of the American Empire (1992)
- United States: essays 1952–1992 (1993)
- Virgin Islands (1997)
- The American Presidency (1998)
- Perpetual War for Perpetual Peace or How We Came To Be So Hated (2002)
- El último imperio: Ensayos 1992-2001 (2001). Ed. Síntesis, ISBN 84-7738-986-1
- Imperial America: Reflections on the United States of Amnesia (2004)
- Una memoria (1995). Anaya & Mario Muchnik, 1996. ISBN 84-7979-369-4
- Sexualmente hablando (1999). Nuevas Ediciones de Bolsillo, 2004. ISBN 84-9793-242-0
- Patria e imperio (2001). Editorial Edhasa, 2001. ISBN 84-350-2708-2
- Soñando la guerra (2002). Editorial Anagrama, 2003. ISBN 84-339-2559-8
- La invención de una nación : Washington, Adams y Jefferson (2003). Editorial Anagrama, 2004. ISBN 84-339-2565-2
- Navegación a la vista (Point to Point Navigation: A Memoir, 2006) ISBN 0-385-51721-1. Literatura Mondadori, 2008. ISBN 978-84-397-2111-6

### Teatro
- Visit to a Small Planet (1957)
- The Best Man (1960)
- On the March to the Sea (1960-1961, 2004)
- Romulus (1962)
- Weekend (1968)
- Drawing Room Comedy (1970)
- An evening with Richard Nixon (1970)

### Novela
- Williwaw (1946)
- In a Yellow Wood (1947)
- La ciudad y el pilar de sal (1948). En España, Nuevas Ediciones de Bolsillo, 2003. ISBN 84-9759-559-9
- The Season of Comfort (1949)
- En busca del rey (1950). Salvat Editores, 1995. ISBN 84-345-9098-0
- Verde oscuro, rojo vivo  (1950). Edhasa , 1986. ISBN 84-350-0767-7
- El juicio de París (1953). Edhasa, 1985. ISBN 84-350-0763-4
- Mesías (1955). Ediciones Minotauro, 2004. ISBN 84-450-7528-4
- A Thirsty Evil (1956)
- Juliano el Apóstata (1964), Ed. Edhasa, 2003. ISBN 84-350-1639-0
- Washington, D.C. (1967)
- Myra Breckinridge (1968). Mondadori, 2000. ISBN 84-397-0525-5
- Two Sisters (1970)
- Burr (1973)
- Myron (1975). Mondadori, 2000. ISBN 84-397-0584-0
- 1876 (1976)
- Kalki (1978)
- Creación (1981). Edhasa, 1999. ISBN 84-350-1638-2
- Duluth (1983)
- Lincoln (1984). Ediciones Orbis, 1988. ISBN 84-402-0399-3
- Imperio (1987). Edhasa, 1988. ISBN 84-350-0537-2
- Hollywood (1989). Edhasa, 1990. ISBN 84-350-0559-3
- En directo del Gólgota: el evangelio según Gore Vidal (1992). Anaya & Mario Muchnik, 1995. ISBN 84-7979-211-6
- La institución smithsoniana (1998). RBA Coleccionables, 2001. ISBN 84-473-1830-3
- La Edad de Oro (2000). Mondadori, 2002. ISBN 84-397-0827-0

### Obra bajo seudónimo
- A Star's Progress (alias Cry Shame!) (1950) como Katherine Everard
- Thieves Fall Out (1953) como Cameron Kay
- Muerte en la noche (1953) como Edgar Box. Edhasa, 1986. ISBN 84-350-4002-X
- Muerte en la quinta posición (1954) como Edgar Box. Edhasa, 1986. ISBN 84-350-4000-3
- Death Likes It Hot (1954) como Edgar Box